# Компактный оператор
Компа́ктный опера́тор — понятие функционального анализа. Компактные операторы естественно возникают при изучении интегральных уравнений, а их свойства схожи со свойствами операторов в конечномерных пространствах. Компактные операторы также часто называют вполне непрерывными.

## Определение
Пусть {\displaystyle X,Y} — банаховы пространства. Линейный оператор {\displaystyle T:X\to Y} называется компактным, если любое ограниченное подмножество в {\displaystyle X} он переводит в предкомпактное подмножество в {\displaystyle Y}.
Существует эквивалентное определение, использующее понятие слабой топологии: линейный оператор {\displaystyle T:X\to Y} называется компактным, если его сужение на единичный шар в {\displaystyle X} является непрерывным отображением относительно слабой топологии в {\displaystyle X} и нормовой топологии в {\displaystyle Y}. Очевидно, свойство компактности сильнее, чем ограниченность.
Множество компактных операторов {\displaystyle T:X\to Y} обозначается через {\displaystyle {\mathcal {K}}(X,Y)}. Оно является подмножеством в пространстве ограниченных операторов {\displaystyle {\mathcal {L}}(X,Y)}, действующих из {\displaystyle X} в {\displaystyle Y}.

## Простейшие свойства
- Всякий вполне непрерывный оператор является ограниченным, однако не всякий ограниченный оператор является вполне непрерывным[1].
- Линейная комбинация вполне непрерывных операторов {\displaystyle A,B} вида {\displaystyle \alpha A+\beta B}, где {\displaystyle \alpha ,\beta } — числа, также является вполне непрерывным оператором[2].
- Пусть {\displaystyle A} — вполне непрерывный оператор, отображающий бесконечномерное банахово пространство в себя, и {\displaystyle B} — произвольный линейный ограниченный оператор, определённый на этом же пространстве. Тогда {\displaystyle AB} и {\displaystyle BA} являются вполне непрерывными операторами[2].
- Если последовательность вполне непрерывных операторов {\displaystyle \left\{A_{n}\right\}}, отображающих пространство {\displaystyle E_{x}} в полное пространство {\displaystyle E_{y}}, равномерно сходится к оператору {\displaystyle A} (то есть {\displaystyle \left\|A-A_{n}\right\|\to 0}), то {\displaystyle A} также вполне непрерывный оператор.[2][3]
- Если оператор компактен, то сопряженный к нему тоже компактен.

## Примеры
Наиболее содержательные примеры компактных операторов доставляет теория интегральных уравнений:
- Возьмём произвольную функцию {\displaystyle g\in L_{2}([0,1]\times [0,1])}. Тогда определённый следующим образом интегральный оператор {\displaystyle T:L_{2}(0,1)\to L_{2}(0,1)} будет компактным:

{\displaystyle (Tf)(t)=\int \limits _{0}^{1}g(s,t)f(s)\,ds}
- Пусть функция g на {\displaystyle [0,1]\times [0,1]} имеет точки разрыва лишь на конечном числе кривых. Тогда оператор {\displaystyle T:C(0,1)\to C(0,1)}, определённый точно так же, как и оператор в предыдущем примере, является компактным уже в пространстве непрерывных функций.

Диагональный оператор {\displaystyle T_{\lambda }:l_{2}\to l_{2}}, соответствующий последовательности {\displaystyle \lambda =(\lambda _{1},\lambda _{2},\dots )} и действующий по правилу {\displaystyle x=(x_{1},x_{2},\dots )\to (\lambda _{1}x_{1},\lambda _{2}x_{2},\dots )}
ограничен тогда и только тогда, когда последовательность {\displaystyle \lambda } ограничена, а компактность равносильна сходимости последовательности {\displaystyle \lambda } к нулю.
Обратимый оператор {\displaystyle A:X\to Y} компактен тогда и только тогда, когда {\displaystyle X,Y} конечномерны.

## Конечномерные операторы
Очевидно, что любой линейный ограниченный оператор с конечномерным образом является компактным (такие операторы называются
конечномерными). Для компактного оператора {\displaystyle T:X\to Y}, где {\displaystyle Y} — гильбертово пространство, всегда существует последовательность конечномерных операторов, сходящаяся к {\displaystyle T} по норме. Однако, это неверно для произвольного пространства {\displaystyle Y}. Говорят, что банахово пространство {\displaystyle Y} обладает свойством аппроксимации, если для любого банахова пространства {\displaystyle X} любой компактный оператор {\displaystyle T:X\to Y} может быть приближен конечномерными операторами. Существуют сепарабельные банаховы пространства, не обладающие свойством аппроксимации.

## Свойства пространства компактных операторов
Из базовых свойств компактных операторов сразу следует, что {\displaystyle {\mathcal {K}}(X,Y)} является подпространством в {\displaystyle {\mathcal {L}}(X,Y)}. Однако, можно показать, что это подпространство замкнуто. В случае, когда {\displaystyle X=Y}, пространство операторов приобретает структуру алгебры (умножение задается композицией операторов). Тогда {\displaystyle {\mathcal {K}}(X,X)} является замкнутым двусторонним идеалом в {\displaystyle {\mathcal {L}}(X)}.
Свойство аппроксимации для пространства {\displaystyle Y} можно сформулировать таким образом: для любого банахова пространства {\displaystyle X} пространство {\displaystyle {\mathcal {K}}(X,Y)} является замыканием пространства конечномерных операторов из {\displaystyle X} в {\displaystyle Y}.

## Спектральные свойства компактных операторов
Пусть {\displaystyle T:X\to X} — компактный оператор. Тогда оператор {\displaystyle K=I-T} является нетеровым оператором индекса 0 (фредгольмовым). В частности, имеем альтернативу Фредгольма для {\displaystyle K}: он сюръективен тогда и только тогда когда инъективен (альтернатива в том, что либо ядро не пусто, либо образ совпадает со всем пространством). Как следствие сразу получаем, что весь ненулевой спектр компактного оператора является дискретным (остаточный и непрерывный спектры могут содержать только ноль). Ноль же всегда принадлежит спектру оператора {\displaystyle T} в бесконечномерном случае (иначе обратимый оператор был бы компактен) и может не быть собственным значением для оператора {\displaystyle T}.
В случае, когда оператор {\displaystyle T} является самосопряженным (здесь {\displaystyle X} гильбертово), дополнительно имеем теорему Гильберта-Шмидта: существуют конечная или счетная ортонормированная система векторов {\displaystyle e_{1},e_{2},\dots } и последовательность ненулевых вещественных чисел (той же мощности, что и система векторов) {\displaystyle \lambda _{1},\lambda _{2},\dots }, такие, что оператор {\displaystyle T} действует по правилу {\displaystyle T(x)=\sum \limits _{n}\lambda _{n}(x,e_{n})e_{n}}. Эта теорема является естественным обобщением аналогичной теоремы для самосопряженных операторов в конечномерном пространстве. Тем самым, класс компактных операторов, с точки зрения спектральных свойств, похож на операторы в конечномерном пространстве.

## Классы компактных операторов
Пусть {\displaystyle T:X\to Y} — компактный оператор, {\displaystyle X,Y} — гильбертовы пространства. Тогда существуют пара конечных или счетных ортонормированных последовательностей одинаковой мощности {\displaystyle e_{1},e_{2},\dots } в {\displaystyle X} и {\displaystyle f_{1},f_{2},\dots } в {\displaystyle Y} и невозрастающая последовательность положительных вещественных чисел (той же мощности) {\displaystyle s_{1},s_{2},\dots }, сходящаяся к нулю, если она бесконечна, такие что оператор {\displaystyle T} действует по правилу {\displaystyle T(x)=\sum \limits _{n}s_{n}(x,e_{n})f_{n}}. Данный факт известен под названием теорема Шмидта (по формулировке она очень похожа на теорему Гильберта — Шмидта, и, в самом деле, теорема Шмидта, с небольшими изменениями для самосопряженного оператора служит доказательством для теоремы Гильберта-Шмидта). Нетрудно показать, что числа {\displaystyle s_{1},s_{2},\dots }, которые называются числами Шмидта, однозначно определяются оператором.
Если для оператора {\displaystyle T} сходится {\displaystyle \sum \limits _{n}s_{n}^{2}}, то оператор называется оператором Гильберта — Шмидта.
Норма вводится соотношением {\displaystyle \|T\|={\sqrt {\sum \limits _{n}^{\ }s_{n}^{2}}}}, причем она порождается скалярным произведением. Если же сходится {\displaystyle \sum \limits _{n}s_{n}}, то оператор называется ядерным или оператором со следом. На пространстве ядерных операторов норма вводится соотношением {\displaystyle \|T\|=\sum \limits _{n}s_{n}}.